# Seinaru Kane ga Hibiku Yoru
Singles de Tanpopo
Tanpopo
(1999) Otome Pasta ni Kandō
(2000)
Singles par Morning Musume
Love Machine
(1999) Koi no Dance Site
(2000)
 Seinaru Kane ga Hibiku Yoru  (聖なる鐘がひびく夜) est le quatrième single du groupe féminin de J-pop Tanpopo, sous-groupe de Morning Musume.
Il sort le 20 octobre 1999 au Japon sous le label zetima, écrit et produit par Tsunku. Il atteint la 2e place du classement Oricon, et reste classé pendant 12 semaines, pour un total de 209 200 exemplaires vendus. 
La chanson-titre figurera sur les compilations Petit Best ~Ki Ao Aka~ de 2000, All of Tanpopo de 2002, et Tanpopo / Petit Moni Mega Best de 2008. À la place de la deuxième chanson et de la version instrumentale habituelle, le single contient trois autres versions de la chanson-titre, interprétées en solo par chacune des membres du groupe.
C'est le dernier disque enregistré par Aya Ishiguro, qui quitte ses groupes en janvier suivant et cesse ses activités artistiques pour se marier.

## Membres
- Aya Ishiguro
- Kaori Iida
- Mari Yaguchi

## Liste des titres
1. Seinaru Kane ga Hibiku Yoru  (聖なる鐘がひびく夜?)
2. Seinaru Kane ga Hibiku Yoru (featuring Iida) (聖なる鐘がひびく夜...?)
3. Seinaru Kane ga Hibiku Yoru (featuring Ishiguro) (聖なる鐘がひびく夜...?)
4. Seinaru Kane ga Hibiku Yoru (featuring Yaguchi) (聖なる鐘がひびく夜...?)